# Harald Bär
Harald Bär (* 2. März 1927 in Titschendorf; † 17. Juni 1999) war ein deutscher Berufsoffizier, zuletzt Generalmajor der Nationalen Volksarmee der DDR.

## Leben
Bär entstammte einfachen Verhältnissen; sein Vater war Arbeiter. Er erlangte keinen Berufsabschluss. Nach der Schule wurde Bär 1944 zum Reichsarbeitsdienst (RAD) eingezogen; anschließend diente er von 1944 bis 1945 als Infanterist in der deutschen Wehrmacht. Bei Kriegsende 1945 geriet er in amerikanische Kriegsgefangenschaft, wurde jedoch bald entlassen. Er kehrte an seinen Heimatort zurück und war von 1945 bis 1946 als Waldarbeiter beim Forstamt Wurzbach tätig. 1946 trat er der SED und den bewaffneten Organen der DDR bei. Von 1946 bis 1948 diente er bei der Grenzpolizei in Rudolstadt und Meiningen. Anschließend war er Lehrer an der Polizeischule Erfurt und von 1950 bis 1951 Lehrkraft an der Lehranstalt Sondershausen. Es folgten weitere Verwendungen als Grenzpolizist. 1956 bis 1957 besuchte Bär die Hochschule für Offiziere und wurde Kommandeur verschiedener Grenzbrigaden. Von 1965 bis 1967 besuchte er die Militärakademie Dresden. 1971 erfolgte die Beförderung zum Generalmajor. Von 1971 bis 1981 wurde er mit dem Grenzkommando Nord betraut. Danach war Bär bis zu seiner Entlassung am 31. September 1987 Leiter der Hochschule für Offiziere in Suhl.

### Auszeichnungen
- Vaterländischer Verdienstorden in Gold
- Kampforden Für Verdienste um Volk und Vaterland in Gold